# Université des sciences appliquées Diakonia
L'Université des sciences appliquées Diakonia (finnois : Diakonia-ammattikorkeakoulu) est une université implantée dans différentes villes de  Finlande. 

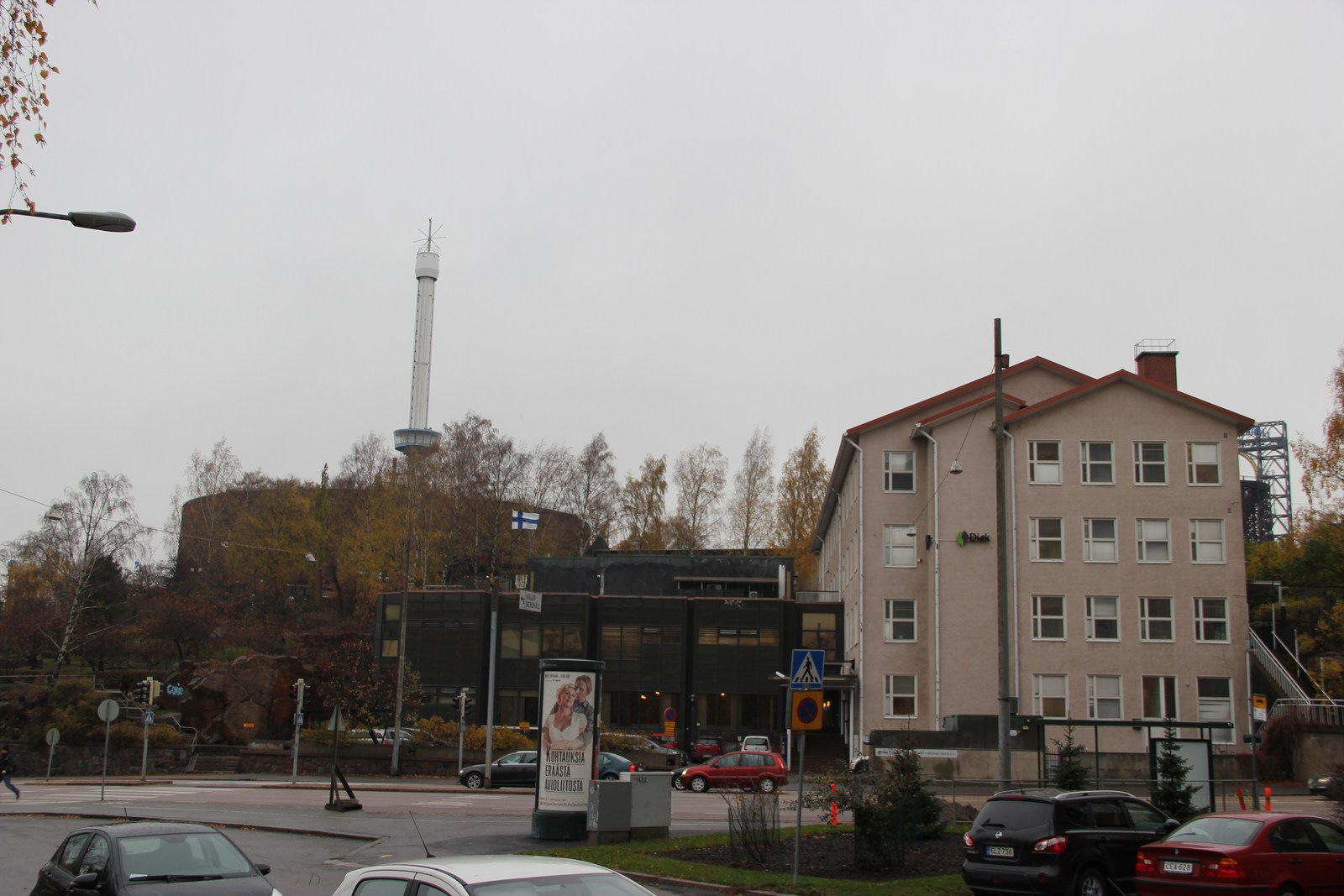
Diakona à Alppila
à gauche Linnanmäki.

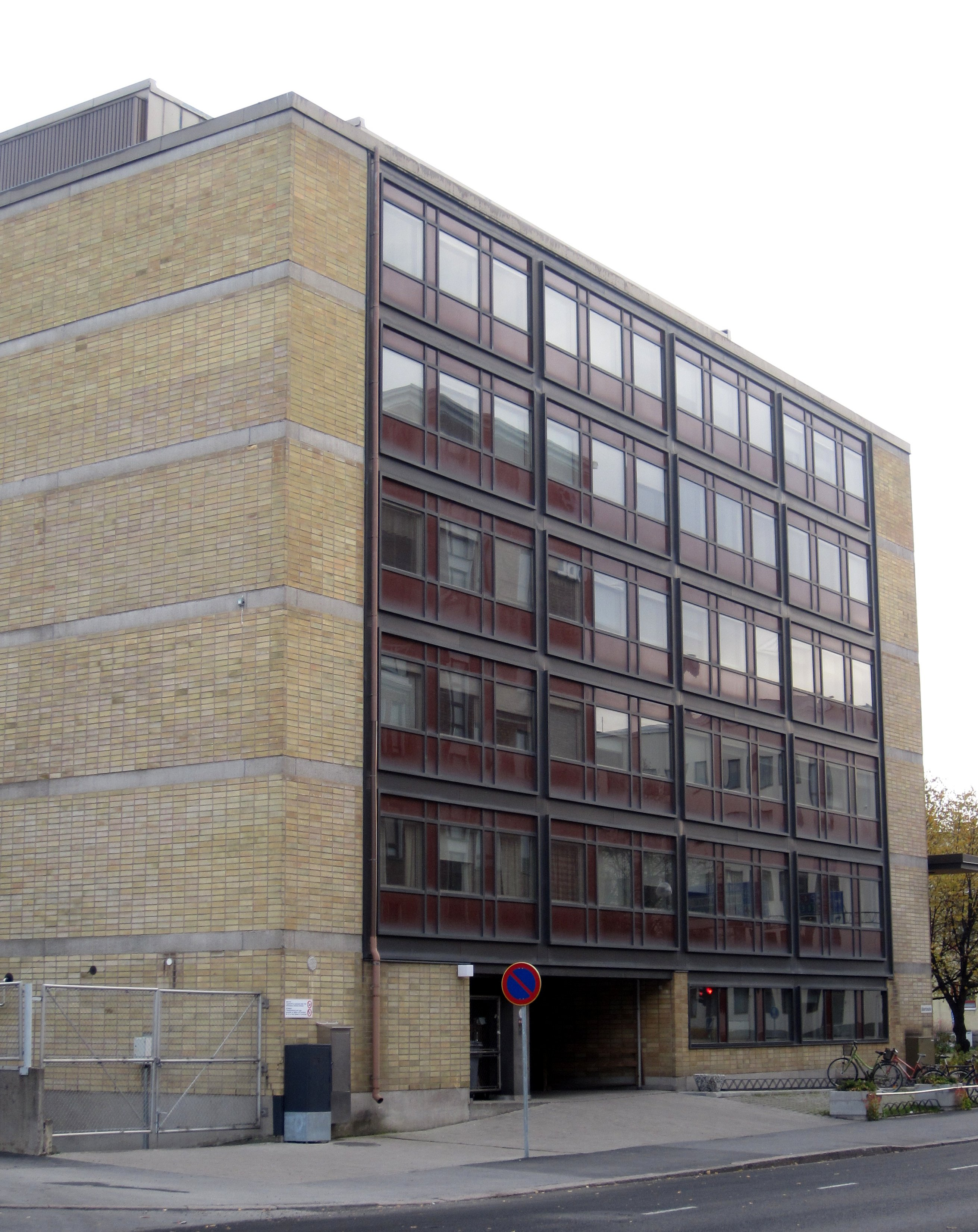
Diakona à Oulu.